# Список персонажей Cross Game
Cross Game — спортивная манга в жанре романтической комедии, написанная и проиллюстрированная Мицуру Адати. Публикацией манги занималась компания Shogakukan. В 2009 году манга получила премию манги Shogakukan в номинации «сёнэн-манга». Манга была лицензирована во Франции, в Италии, в Южной Корее, в Гонконге, на Тайване, в Индонезии и в Таиланде. На основе манги было создано аниме, показанное по каналу TV Tokyo.
Главными героями произведения являются учащиеся средней школы и игроки в бейсбол Ко Китамура и Аоба Цукисима, которых связывают отношения Ко с погибшей сестрой Аобы Вакабой. Они оба стремятся осуществить последнюю мечту Вакабы — принять участие в национальном турнире на стадионе Косиэн.

## Главные герои
Ко Китамура (яп. 樹多村 光 Китамура Ко)
Позиция — питчер
Один из главных героев манги. Он живёт неподалёку от семьи Цукисима и часто бывает у них дома, а также в их кафе. Он был практически неразлучен с Вакабой с момента их рождения (они родились в один день в одном роддоме). Несмотря на их возраст, они очень близки друг к другу, и их семьи видят в них пару. Ко не показывает посторонним своего интереса к бейсболу, но с тех пор, как он научился держать в руках биту, он начал регулярно тренироваться игре в бейсбол; в результате он с ранних лет стал отличным отбивающим, особенно в отношении фастболлов.
По описанию других персонажей Ко очень похож на Аобу. В частности, они оба очень талантливы и постоянно спорят друг с другом. После тренировочной игры против команды Аобы Ко был настолько вдохновлён её навыком подачи, что сам решил стать питчером, и, по настоянию Вакабы, тайно перенял режим тренировок Аобы. Хотя он и не играл в бейсбол в начальной школе, Акаиси и Наканиси убедили его присоединиться к бейсбольной команде, как только он перешёл в среднюю школу. Благодаря приобретённым навыкам подачи и самоконтролю Ко становится лучшим питчером в средней школе Сэйсю, а также отличным нападающим. О себе Ко отзывается, как о неуверенном в себе человеке и прекрасном вруне.
Впоследствии Ко начинает встречаться с Аканэ Такигавой, поразительно похожей на Вакабу. При этом он очень внимателен к Аобе; он замечает травму, которую она получает; он утешает её, когда она осознаёт, что ей трудно взаимодействовать с товарищами по команде. Несмотря на взаимное непонимание, Ко и Аоба тесно связаны их любовью к Вакабе. Ко очень близко к сердцу воспринимает всё, что ему говорит Аоба, и высоко ценит её мнение. Во время финального матча Сэйсю против Рюё он показывает отличный результат, бросив мяч со скоростью 100 миль/час (тем самым выполнив обещание, которое он дал Аобе).
Сэйю — Мию Ирино
Аоба Цукисима (яп. 月島 青葉 Цукисима Аоба)
Позиция — питчер, центральный игрок
Третья дочь в семье Цукисима, она на один год младше Ко и Вакабы. Девочка-сорванец, очень любит бейсбол. Когда она была маленькой, то часто играла с отцом в мяч и поэтому стала отличным питчером. В её спальне висит постер знаменитого игрока Рёты Игараси. Она владеет прекрасно отточенным навыком подачи в различных формах, и Ко в тренировках ориентируется именно на неё. Так как она девушка, то не может принимать участие в официальных межшкольных соревнованиях, однако она принимает участие в тренировочных играх как питчер, либо занимает центральную позицию, когда подаёт Ко. Многие младшие члены бейсбольной команды вдохновлены теми усилиями, которые она прилагает, чтобы обучить их, и усердно тренируются, чтобы не разочаровать её. По мнению Ко, Аоба расстроена от осознания того, что никогда не сможет принять участие в официальной игре.
Аоба очень близка к Вакабе и, по словам Итиё, недовольна тем, что та много времени проводит с Ко. Она часто открыто заявляет о своём чувстве неприязни к Ко и на протяжении истории постоянно склочничает с ним. Несмотря на это, она, по мнению других персонажей, очень похожа на него. Когда Ко становится лучшим питчером школы Сэйсю, Аоба постепенно начинает признавать его достоинства и давать ему советы. В конце концов она признаёт свою веру в то, что Ко способен осуществит последнюю мечту Вакабы — принять участие в соревнованиях на Косиэне.
Во второй части манги Аоба не всерьёз говорит Дзюмпэю Адзуме, что ей нравится его младший брат Юхэй, и что она знает о его чувствах к ней, хотя ей и тяжёло ответить на них взаимностью. Из-за своей схожести с Ко в поведении и привычках она часто становится объектом насмешек. Несмотря на постоянные споры с Ко, временами Аоба осознаёт, что его способности, воля и любовь к её покойной сестре помогают ей двигаться вперёд. Она часто вспоминает слова Вакабы, что даже если Ко когда-нибудь станет человеком, который понравится Аобе, она всё равно не сможет отнять его у неё. Она часто твердит, что ненавидит Ко, но после победы Сэйсю над Рюё всерьёз задумывается над их разговором, когда он признался ей в любви и пообещал, что школа Сэйсю обязательно победит. После победы школы Сэйсю Аоба начинает плакать на руках Ко, а Итиё говорит, что Вакаба и Ко — единственные, кто способен заставить Аобу плакать. В последней части она начинает относиться к Ко гораздо дружелюбнее и наконец решает покончить со своей «ненавистью» к нему, осознав его чувство горя от потери Вакабы. В конце манги она открыто держит его за руку и говорит, что если ему это не нравится, он может её отпустить, однако он этого не делает. Несмотря на момент, она всё ещё внушает себе, что ненавидит его «больше, чем кто-либо на свете». Её имя означает «зелёный лист» (или «свежий лист»).
Сэйю — Харука Томацу

## Средняя школа Сэйсю
Осаму Акаиси (яп. 赤石 修 Акаиси Осаму)
Позиция — кэтчер
Ровесник и друг детства Ко и Вакабы. Его отцу принадлежит магазин саке, расположенный неподалёку от их домов. Акаиси влюблён в Вакабу и ревнует её к Ко. В начальной школе он мог подать мяч со скоростью 60 миль/час и благодаря этому попал в Младшую лигу, но выбыл оттуда за драку с командой соперников. После смерти Вакабы Акаиси становится кэтчером, чтобы на Косиэне поймать мяч от Ко, как того желала Вакаба. Придя в среднюю школу, он отказывается отказывает пройти тренировочное испытание тренера Даймона и вместе с Ко зачисляется в запасную команду. Вместе с друзьями он планирует сместить Даймона с должности главного тренера. Ко описывает Акаиси как отличного кэтчера. По словам Аобы, Акаиси один из немногих, кто способен поймать её мяч. Тренер Маэно иногда советуется с ним в вопросах игровой стратегии и впоследствии делает его капитаном команды. Встретив Аканэ Такигаву, Акаиси был поражён её схожестью с Вакабой. Он начал прилагать усилия, чтобы сблизить Ко и Аканэ.
Сэйю — Кэндзи Номура
Дайки Наканиси (яп. 中西 大気 Наканиси Дайки)
Друг детства Ко и Акаиси. Учась в начальной школе, он, по описанию Ко, являлся одним из лучших борцов в классе. Приземистый парень — тренер Маэно периодически просит менеджера Окубо проследить, чтобы он сбросил вес. Наканиси дружит с Ко, однако их отношения портятся, когда Ко начинает изображать интерес к бейсболу только ради того, чтобы его команда купила обмундирование в магазине Kitamura Sports. Наканиси присоединяется к бейсбольному клубу, но после драки со старшеклассниками вынужден покинуть его. При этом он продолжает тренироваться, а когда узнаёт о тайных тренировках Ко, то принуждает его изучить основы игры в бейсбол. Акаиси принимается за обучение Ко, а Наканиси взамен присоединяется к бейсбольному клубу в средней школе. Он зачисляется в запасную команду за отказ пройти тренировочное испытание. Вместе с Ко и Акаиси он замышляет сместить Даймона. В начальной школе он был кэтчером, в средней школе первоначально является игроком первой базы, а затем переходит на третью базу. Впоследствии он начинает встречаться со своей одноклассницей Кёко Накагавой из клуба бега.
Сэйю — Ёсинори Сонобэ
Юхэй Адзума (яп. 東 雄平 Адзума Юхэй)
Младший брат Дзюмпэя Адзумы и ровесник Ко. Юхэй пришёл в школу Сэйсю из другой части Токио по настоянию тренера Даймона, набирающего собственную команду. Является отличным отбивающим. Ему трудно узнавать других людей по именам и лицам, однако он запомнил Ко сразу после первой встречи с ним на тренажёрах Цукисима. Впоследствии он теряет доверие тренера Даймона и отказывается участвовать во втором матче против запасной команды. После увольнения Даймона Юхэй остаётся в школе, так как верит в то, что способности Ко — это прекрасный шанс для него попасть на Косиэн.
Одержимость Юхэя достижением Косиэна связана с его братом Дзюмпэем, бейсбольная карьера которого прервалась из-за травмы, полученной при попытке спасти Юхэя от падения с лестницы. И теперь Юхэй очень трепетно относится к детям, играющим около лестниц, если такое поведение может плачевно закончиться. Из-за своей одержимости Косиэном первоначально Юхэй предстаёт как человек холодный и безразличный к другим людям. Однако с течением времени, во многом благодаря брату, Юхэй начинает всё больше проникаться игрой, больше концентрируется на взаимодействии, а не на результате, и заводит друзей среди товарищей по команде. Во второй части манги он влюбляется в Аобу, а в третьей части всерьёз воспринимает её шутливое предложение встречаться. Несмотря на собственные чувства к Аобе, он периодически старается сблизить её с Ко, например попросив ту сделать Ко массаж после тренировки, или подтолкнув Ко обнять Аобу, когда они попадают на Косиэн.
Сэйю — Такахиро Сакураи
Кэйитиро Сэнда (яп. 千田 圭一郎 Сэнда Кэйитиро)
Член бейсбольной команды Сэйсю и ровесник Ко. Дамский угодник, постоянно преследует Аобу и других девушек. Он единственный, кто не прошёл испытание тренера Даймона, но был взят в основную команду в качестве питчера. И поэтому он постоянно хвастается своими достоинствами. Тренер Маэно говорит, что Сэнда слишком много красуется, чтобы быть питчером, но из него может получиться неплохой защитник. По причине слишком большого количества допущенных ошибок в первой схватке между основной и запасной командами Сэнду перевели в запасную команду, где Маэно назначил его защитником. После увольнения Даймона Сэнда становится также и бэттером. На третьем году обучения его впечатляет усердие Аобы, и он начинает относиться к тренировкам более серьёзно.
Сэйю — Дайсукэ Кисио
Сэнтаро Маэно (яп. 前野 千太郎 Маэно Сэнтаро)
Главный тренер бейсбольной команды Сэйсю. Он работал на этой должности долгое время, и потому имеет влияние среди других тренеров области, но также известен как снисходительный тренер, считающий главным участие в игре, а не победу. Незадолго до того, как Ко поступил в среднюю школу, Маэно был понижен в должности и назначен тренером запасной команды, а на должность главного тренера по воле заместителя директора Сидо был назначен Даймон. Между Даймоном и Маэно возникает конфликт, и потому у последнего появляется мотивация на победу. Он начинает проявлять строгость к подопечным и возглавляет запасную команду в матче-реванше против команды Даймона. После увольнения Даймона Маэно восстановился в должности главного тренера. Он изображён как умудрённый тренер с огромным опытом в области бейсбола.
Сэйю — Минору Инаба
Макихара (яп. 巻原)
Член запасной команды, на два года старше Ко. Он завидует способностям Ко. После первого матча с основной командой он покидает клуб.
Сэйю — Дайсукэ Эндо
Сэкигути (яп. 関口)
Член запасной команды, на два года старше Ко. Как и Макихара, он покидает клуб после проигрыша основной команде.
Сэйю — Кодзо Додзака
Цунэки (яп. 常木)
Член запасной команды, на два года старше Ко. После первого матча с основной командой он покидает клуб.
Сэйю — Кёсукэ Судзуки
Тосио Мия (яп. 宮 俊男 Мия Тосио)
Член запасной команды, на год старше Ко. Мия прекрасный бантер. Благодаря его игре основной команде не удалось совершить множество пробегов во время матча. После увольнения Даймона Мия назначается капитаном команды и вторым бэттером.
Ватару Моринака (яп. 森中 渡 Моринака Ватару)
Член бейсбольного клуба, на год младше Ко. В матче-реванше от занимает третью базу вместо покинувших команду третьеклассников. Когда Наканиси занял позицию на третьей базе, Ватару занимает центральное поле в команде и становится восьмым бэттером.
Сатоси Такада (яп. 高田 智史 Такада Сатоси)
Член бейсбольного клуба, на год младше Ко. В матче-реванше он занял вторую базу. Является седьмым бэттером.
Тэцу Иваи (яп. 岩井 哲 Иваи Тэцу)
Член бейсбольного клуба, на год младше Ко.
Хироки Окубо (яп. 大久保 博子 Окубо Хироки) / «Бадья» (яп. デーブ Дэбу)
Позиция — менеджер
Менеджер запасной команды, ровесница Ко. От игроков она получила прозвище «Бадья» за характер, но всё же у неё доброе сердце, и она усердно трудится. Как и Риса Сидо, она является ученицей по обмену. Скромна и практична. Она внучка руководителя школы Сэйсю, но никогда не хвалится этим.
Сэйю — Мами Камэока
Риса Сидо (яп. 志堂 理沙 Сидо Риса)
Позиция — менеджер
Менеджер основной команды, на год старше Ко. Дочь заместителя директора. Бывшая ученица по обмену, она только недавно вернулась в Японию. Риса не проявляет интереса к бейсболу — она не выполняет никакой работы и относится к товарищам по команде (особенно к членам запасной команды) как к слугам, и ставит себя выше их. Перед вторым матчем между основной и запасной командами она отправляется на отдых в Европу. С возвращением действующего директора школы она начинает работать в бутике своей матери. Когда ей удаётся успешно пройти пробы на роль в телесериале, она окончательно уходит из бейсбольной команды и создаёт в школе собственный клуб поклонников. При этом она всё же сожалеет о том, что как менеджер так и не сделала ничего полезного для своей команды.
Сэйю — Юка Хирата
Ёкомити Окубо (яп. 大久保 横道 Окубо Ёкомити)
Руководитель средней школы Сэйсю и дедушка Хироко Окубо. Он постоянный посетитель принадлежащего отцу Акаиси магазина саке, также он периодически встречает Момидзи в парке. По словам Хироко, он очень упрямый и всегда держит своё слово. Во время первого матча между основной и запасной командами он наблюдает за игрой вместе с Аобой. Перед проведением реванша он принимает соглашение, что проигравшая команда будет распущена, а её тренер будет уволен. После игры он увольняет заместителя Сидо за «ненадлежащее управление финансами».
Сэйю — Мугихито

## Семья Цукисима
Вакаба Цукисима (яп. 月島 若葉 Цукисима Вакаба)
Вторая дочь в семье Цукисима, в первой части манги она учится в пятом классе. Вакаба и Ко родились в один день и в одной больнице. Она относится к Ко как к своему парню, иногда целует его в щёку, что раздражает их общего друга Акаиси. Ко и Вакаба вместе празднуют свои дни рождения и обмениваются подарками. Чтобы помочь Ко, который затрудняется в выборе подарка для неё, после их одиннадцатого дня рождения Вакаба составляет список желаемых для себя подарков на следующие девять лет, завершив список обручальным кольцом, которое она хочет получить от Ко на двадцатый день рождения. Вакаба говорит Аобе, что если Ко очень постарается, то станет величайшим питчером во всей Японии; после проигрыша команде Аобы Вакаба наставляет Ко последовать режиму тренировок своей сестры, чтобы он смог победить её. Вскоре после этого, отправившись в лагерь, Вакаба тонет в бассейне, пытаясь спасти маленькую девочку. После её смерти Ко продолжает следовать и режиму тренировок и списку подарков ко дню рождения.
Накануне отправления в лагерь Вакаба рассказывает Аобе и Акаиси о сне, который она видела прошлой ночью — Вакаба наблюдает с трибуны на Косиэне, как Ко подаёт, Акаиси ловит, а Аоба играет на центральном поле. Чтобы воплотить эту мечту в жизнь, Акаиси начинает тренироваться ловле вместо подачи, а Аоба в конечном счёте поверила, что Ко способен сделать эту мечту явью. Имя Вакабы означает «молодой лист».
Сэйю — Акэми Канда
Сэйдзи Цукисима (яп. 月島 清次 Цукисима Сэйдзи)
Владелец тренажёров Цукисима и кафе, отец Итиё, Вакабы, Аобы и Момидзи. Вдовец, его жена умерла незадолго до начала истории. Будучи учеником средней школы, он был кэтчером в бейсбольной команде, которая впоследствии отправилась на Косиэн, но без него. Он учил Аобу подавать мяч, когда та была маленькой.
Сэйю — Ясухико Кавадзу
Итиё Цукисима (яп. 月島 一葉 Цукисима Итиё)
Старшая дочь в семье. Во второй части манги она становится второкурсницей колледжа. Она ведёт домашнее хозяйство семьи с тех пор, как умерла её мать, и фактически заменяет своим сёстрам мать. Итиё работает в кафе официанткой и поваром. Впоследствии она начинает встречаться с Дзюмпэем Адзумой и говорит Ко, что Дзюмпэй — первый молодой человек, с которым у неё сложились серьёзные отношения. Когда Ко начинает свой третий год обучения в средней школе, Итиё говорит Дзюмпэю, что выйдет за него замуж, если команда Сэйсю отправится на Косиэн, но, как она призналась Ко, она всё равно желает за него выйти. Её имя значит «первый лист».
Сэйю — Мэгуми Тоёгути
Момидзи Цукисима (яп. 月島 紅葉 Цукисима Момидзи)
Четвёртая и младшая дочь в семье. В первой части она ходит в детский сад, а ко второй уже учится в пятом классе. Несмотря на потерю матери в раннем возрасте, она энергичная и дружелюбная. Момидзи дружна с Ко несмотря на их разницу в возрасте; во время его тренировок она ловит подачи Ко. Однажды, когда во время игры Аоба извинилась за, по её мнению, слишком сильную подачу, Момидзи ответила, что привыкла к этому, ведь Ко подаёт ещё сильнее. Когда Момидзи вырастает, она становится похожей на Вакабу, чем первое время шокирует Акаиси. Как и Вакаба, Момидзи занимается плаванием, и в шестом классе ей удаётся побить рекорд одной из своих сестёр. Её имя означает «кленовый лист» (или «малиновый лист»).
Сэйю — Норико Ситая
Мидзуки Асами (яп. 朝見 水輝 Асами Мидзуки)
Двоюродный брат Аобы и её ровесник. Его отец, Исаму Асами, скалолаз с мировым именем, приходится братом матери сестёр Цукисима. Долго путешествуя вместе с отцом, Мидзуки почти всё детство провёл за границей и научился альпинизму. Он возвращается в Японию, чтобы поступить в среднюю школу, жить с сёстрами и быть ближе к Аобе. Он популярен среди девушек, однако проявляет интерес только к Аобе. Мидзуки первоначально видит в Ко соперника и постоянно упоминает, что тот не способен подать мяч со скорость 100 миль/час; впоследствии он начинает соперничать и с Юхэем. Он состоит в школьном клубе альпинизма, который он использует для прикрытия своей деятельности. Периодически применяет свои навыки альпинизма, лазая по школьным строениям без снаряжения.
Сэйю — Тэцуя Какихара
Номо (яп. ノモ)
Кот семьи Цукисима. Периодически появляется во время истории. Его назвали в честь бейсболиста Хидэо Номо.
Сэйю — Масако Нодзава

## Другие
Сюго Даймон (яп. 大門 秀悟 Даймон Сюго)
Позиция — тренер
Знаменитый тренер бейсбольных команд, несколько раз принимавший участие в соревнованиях на Косиэне и дважды побеждавший. Его нанял заместитель Сидо вместо тренера Маэно, чтобы собрать бейсбольную команду Сэйсю. Он набирает собственных игроков со всего округа и создаёт из них основную команду, а существующую команду делает второстепенной. Гордый и жёсткий — Сэнда говорит, что с таким тренером у запасной команды нет ни единого шанса снова возвыситься. Акаиси критикует Даймона за стремление достижения победы любыми средствами, отмечая, что, несмотря на блестящую карьеру, ни один из его бывших игроков так и не стал профессионалом. Во время реванша с запасной командой Даймон отказывается признавать, что Ко стал лучшим питчером, что ему ещё нужен Мики, или что ему нужно поменять свою систему тренировок. После поражения Даймон вместе с Сидо вынуждены покинуть школу Сэйсю. Впоследствии он становится главным тренером команды Курокома Дзицугё, но на окружных соревнования в первом же раунде проигрывает команде Мики, не сочтя их серьёзными противниками.
Сэйю — Тору Фурусава
Эйтаро Сидо (яп. 志堂 英太郎 Сидо Эйтаро)
Отец Рисы и заместитель директора школы Сэйсю, замещающий находящегося в отпуске директора. Он нанял тренера Даймона, чтобы укрепить положение школы. Он постоянно повторяет, что сам не интересуется бейсболом, а всего лишь заботится о престиже школы. После поражения команды Даймона он переводится в другую школу по приказу директора Окубо. В манге его прошлое не раскрывается, а в аниме говорится, что ранее он был школьным консультантом.
Сэйю — Дзиро Сайто
Тацумаса Мики (яп. 三木 竜正 Мики Тацумаса)
Позиция — питчер
Один из тренеров, нанятых Даймоном. Отличный бэттер, он занимает центральное поле. Он говорит Адзуме, что пришёл в Сэйсю для того, чтобы играть вместе с ним и с Даймоном. Во время окружных соревнований он не подчиняется приказу Даймона и понижается в должности. После ухода Даймона Мики переводится в муниципальную школу Сэна, где становится лучшим питчером и действует как игрок-тренер. На окружных соревнованиях Мики одерживает победу над новой командой Даймона, Курокома Дзицугё, но во втором раунде проигрывает Сэйсю.
Сэйю — Хирому Миядзаки
Дзюмпэй Адзума (яп. 東 純平 Адзума Дзюмпэй)
Позиция — помощник тренера
Старший брат Юхэя Адзумы. Дзюмпэй был выдающимся питчером в средней школе и даже принимал участие в играх профессиональных команд. Его команда была близка к победе на окружных соревнованиях, но его карьера прервалась из-за травмы ноги, полученной при попытке спасти Юхэя от падения с лестницы. Теперь он работает дистрибьютором. Дзюмпэй изображён весёлым и безответственным, но Ко отзывается о нём, как о неблагонадёжном человеке, ведь он обещал найти Юхэю квартиру, но так и не выполнил обещания. Встретив Итиё, Дзюмпэй начинает ухаживать за ней, и они начинают встречаться. Итиё обещает выйти за него замуж, если команде Сэйсю удастся попасть на Косиэн. Дзюмпэй становится помощником тренера и с энтузиазмом работает, веря, что его свадьба зависит от этого.
Сэйю — Мицуаки Мадоно
Аканэ Такигава (яп. 滝川 あかね Такигава Аканэ)
Ровесница Ко, поразительно похожая на Вакабу, какой она была при жизни. Её родителям принадлежит ресторан соба, расположенный неподалёку от магазина Китамура. Она прекрасная художница, выигравшая приз за создание постера, где моделью выступила Аоба. Она поступила в частную женскую школу Сэйсэн. Аканэ начинает работать официанткой в кафе семьи Цукисима и сближается с Аобой, которой говорит, что всегда хотела бы иметь младшую сестру. С самого детства Аканэ страдает от неизвестной болезни, и на третьем году обучения попадает в больницу, где ей назначают хирургическую операцию. Она обещает Ко, что обязательно встретится с ним после выписки. Позднее она, вопреки собственным чувствам, помогает Аобе осознать её чувства. Хорошо относится к Акаиси.
Сэйю — Акэми Канда
Кэнсаку Китамура (яп. 樹多村 健作 Китамура Кэнсаку)
Отец Ко, владелец магазина Китамура. Поклонник бейсбольной команды Tokyo Yakult Swallows.
Сэйю — Такума Судзуки
Кимиэ Китамура (яп. 樹多村 君江 Китамура Кимиэ)
Мать Ко. Аоба любит приготовленные ею короккэ и посещает семью Китамура, чтобы попробовать их, несмотря на присутствие Ко.
Сэйю — Кёко Мидзугами